# Józef Nowak (komunista)
Józef Nowak pseud. Stary (ur. 8 lutego 1884 w Kadzicach w powiecie miechowskim, zm. 2 czerwca 1943 w Mysłowicach) – robotnik, działacz komunistyczny.

## Życiorys
Syn Jakuba i Rozalii z Rojewskich. Nie uczęszczał do szkoły; był samoukiem. Terminował u kowala, a następnie przybył do Zagłębia Dąbrowskiego w poszukiwaniu pracy. Początkowo pracował w prywatnym warsztacie kowalskim w Będzinie, a później w kamieniołomach w Sosnowcu. Od 1 kwietnia 1920 do 6 sierpnia 1932 pracował w walcowni „Renard” w Sosnowcu jako kowal. Prawdopodobnie w 1922 wstąpił do KPP. Wkrótce został sekretarzem komórki partyjnej, a następnie członkiem Komitetu Dzielnicowego (KD) KPP w Sosnowcu. Był również przewodniczącym Oddziału Związku Robotników Przemysłu Metalowego (ZRPM) przy Walcowni i przez pewien czas był członkiem Zarządu Okręgu ZRPM. 6 sierpnia 1932 został zwolniony z Walcowni za organizowanie strajku okupacyjnego, którym kierował jako przewodniczący Komitetu Strajkowego, a następnie doraźnie aresztowany za działalność komunistyczną. Przez następnych 5 lat pozostawał bez pracy. Wchodził w skład Komitetu Okręgowego (KO) KPP i był członkiem Robotniczej Spółdzielni Spożywców Zagłębia Dąbrowskiego, w której wchodził w skład rady nadzorczej i był skarbnikiem zarządu. W sierpniu 1937 otrzymał pracę w Hucie Milowice; w KPP działał do jej rozwiązania w 1938, a w ZRPM do wybuchu wojny w 1939.
Po zajęciu Sosnowca przez Niemców do stycznia 1940 przerwał pracę. Był jednym z pierwszych organizatorów konspiracyjnych grup komunistycznych w Sosnowcu, współtwórcą Stowarzyszenia Przyjaciół ZSRR w Zagłębiu Dąbrowskim i członkiem jego Komitetu Okręgowego. Zorganizował komórkę organizacji w Hucie Milowice. Po nawiązaniu kontaktu z wysłannikiem KC PPR Romanem Śliwą był współzałożycielem PPR w Zagłębiu i członkiem Komitetu Okręgowego PPR. Należał do najaktywniejszych działaczy PPR, organizując i obsługując organizacje partyjne w Sosnowcu. Aresztowany 11 marca 1943, początkowo był więziony w Sosnowcu, a od 5 maja w Mysłowicach. 2 czerwca 1943 skazany na śmierć i w tym samym dniu rozstrzelany.